# Hexatoma (Eriocera) glabrivittata
Hexatoma (Eriocera) glabrivittata is een tweevleugelige uit de familie steltmuggen (Limoniidae). De soort komt voor in het Oriëntaals gebied.